# Glossaire de la mécanique
- Haut – A
- B
- C
- D
- E
- F
- G
- H
- I
- J
- K
- L
- M
- N
- O
- P
- Q
- R
- S
- T
- U
- V
- W
- X
- Y
- Z

## A
- Accélération : .
- Accouplement : dispositif de liaison entre deux arbres et permettant la transmission du couple
- Acoustique : .
- Actionneur : .
- Adent : .
- Adhérence : .
- Adhérisation : opération consistant à enduire un matériau avec un primaire (couche de préparation).
- Adhésion : .
- Allongement à la rupture : noté A%.
- Amortissement : .
- Analyse mécanique dynamique [AMD ou DM(T)A], voir Viscoanalyseur.
- Angle : .
- Anneau : .
- Anneau élastique : .
- Anodisation : .
- Alésage : .
- Allongement à la rupture : .
- Appui : .
- Âme : Partie centrale de la section d'un câble, d'un profilé.
- Arbre à cames : .
- Arbre de transmission : .
- Armature : éléments de renfort apportant résistance ou rigidité à un matériau composite (exemple : béton armé).
- Assemblage : .
- Atelier de réparation automobile : .
- Attitude : .
- Avaloir : .
- Axe : .

- Haut – A
- B
- C
- D
- E
- F
- G
- H
- I
- J
- K
- L
- M
- N
- O
- P
- Q
- R
- S
- T
- U
- V
- W
- X
- Y
- Z

## B
- Bague : .
- Baïonnette : .
- Balancier : .
- Ballast : .
- Balourd : .
- Bandage : .
- Barre : .
- Barreau : .
- Barre de torsion : .
- Bâti : .
- Bielle : pièce reliant deux articulations d'axes mobiles dans le but de transmettre une force.
- Biellette : petite bielle, élément de mécanisme.
- Boite de vitesses : .
- Boîtard : ensemble constitué d'un palier et de son carter, permettant la fixation d'un galet ou d'une roue de chemin de fer sur le châssis.
- Boudin : partie verticale d'une roue de chemin de fer assurant le guidage.
- Boulon : .
- Bonde : .
- Bracelet : frotteur disposé autour d'une tige, par exemple pour assurer un contact électrique.
- Bricolage : .
- Bride : .
- Brimbale : .
- Broche : .
- Butée : .

- Haut – A
- B
- C
- D
- E
- F
- G
- H
- I
- J
- K
- L
- M
- N
- O
- P
- Q
- R
- S
- T
- U
- V
- W
- X
- Y
- Z

## C
- Câble : .
- Câblot : .
- Cadre : .
- Caisson : .
- Cale : .
- Calepinage : mise en plan du platelage.
- Cambouis : .
- Came : .
- Cannelure : .
- Carcan : .
- Cavalier : .
- Cardan : .
- Carter : .
- Célérité : .
- Cellule à enclumes de diamant : .
- Centrage : .
- Centre de gravité : .
- Centre de poussée : .
- Centre d'inertie ou centre de masse : .
- Cercle de Mohr : .
- Chaîne : .
- Chant : .
- Chanfrein : .
- Chape : Pièce en U percée, servant à recevoir un axe pour créer un pivot.
- Chapeau : .
- Charnière : .
- Châssis : .
- Chaudron : .
- Chenille : .
- Chenillard : .
- Choc : changement brutal de vitesse.
- Cinématique : analyse du mouvement des corps solides, en faisant abstraction des causes du mouvement (aspects inertiels).
- Cintrage : .
- Circlip : .
- Cisaillement : application de forces parallèles à une face ou à une section du matériau.
- Clame
- Clapet anti-retour : .
- Clavetage : .
- Clavette : .
- Clé dynamométrique : .
- Clip : .
- Clinchage : .
- Cliquet : .
- Clivage : .
- Coefficient d'épreuve : .
- Coefficient de Poisson : .
- Coefficient de sécurité : .
- Coefficients de Lamé : .
- Coin : .
- Collage : .
- Collecteur d'admission : .
- Collet : .
- Collier : .
- Colonnette : .
- Complaisance : .
- Comportement (loi de) : .
- Compression : application de forces équilibrées vers l'intérieur du matériau ou de la structure.
- Conditions aux limites : .
- Conduit : .
- Congé : .
- Construction mécanique : .
- Contrainte : bilan des forces locales par unité de surface.
- Coque : .
- Cornière : .
- Corps rigide : Objet supposé parfaitement indéformable pour simplifier les calculs.
- Corrosion : .
- Cosse : Pièce de bout de câble électrique servant à réaliser un raccordement.
- Coulisseau :
- Coup de la panne : (en rapport avec la mécanique).
- Couple :.
- Couple : pièces structurales symétriques donnant sa forme à une coque ; encastrées dans la quille, elles la relient aux plat-bords ou aux bauquières.
- Couronne : pièce annulaire.
- Courbe de Wöhler : .
- Courroie : .
- Course : déplacement fonctionnel d'un actionneur.
- Coussinet :
- Crabot : .
- Crampage ou Clampage : Support maintenant un tuyau, rigide ou découplé.
- Crapaud : Plaque carrée métallique, destinée à maintenir par bridage un rail sur un support en acier ou en béton .
- Crapaudine : .
- Crémaillère : .
- Crochet : .
- culasse : .

- Haut – A
- B
- C
- D
- E
- F
- G
- H
- I
- J
- K
- L
- M
- N
- O
- P
- Q
- R
- S
- T
- U
- V
- W
- X
- Y
- Z

## D
- Décollement : perte d'appui.
- Découpage : .
- Déformation : .
- Densité spectrale de puissance : .
- Déplacement : .
- Détrompage : dissymétrie introduite volontairement dans une liaison pour garantir une position de montage unique.
- Déversement : phénomène d'instabilité descriptible comme un « flambage latéral torsionnel »
- Diamant : voir aussi Cellule à enclumes de diamant.
- Différentiel : .
- Dilatation thermique : .
- Disque : pièce tournante de forme discoïdale, utilisée pour le freinage ou dans les codeurs optiques.
- Douille : .
- Drageoir (mécanique) : .
- Ductilité : .
- Dureté : .
- Durit : marque déposée.
- Duromètre Shore : .
- Dynamique et équation fondamentale de la dynamique : .
- Dynamomètre : .

- Haut – A
- B
- C
- D
- E
- F
- G
- H
- I
- J
- K
- L
- M
- N
- O
- P
- Q
- R
- S
- T
- U
- V
- W
- X
- Y
- Z

## E
- Échelle de Shore : .
- Écrou : .
- Éclisse : .
- Écrouissage : .
- Effet Venturi : .
- Élingue : .
- Embase : .
- Emboîtage élastique : .
- Emboutissage : .
- Embrayage : .
- Embrèvement : .
- Émerillon : .
- Empattement : .
- Endommagement : .
- Encastrement : Liaison entièrement rigide, ne permettant aucun mouvement.
- Énergie cinétique : .
- Énergie de déformation : .
- Énergie potentielle : .
- Engrenage : (l'engrenage à chevrons en V d’André Citroën est devenu l'emblème et le logo des automobiles Citroën).
- Entretoise : .
- Épaulement : .
- Équerre : support étroit formant un angle droit, triangulé ou non.
- Équilibrage : .
- Équipement : ensemble des petits articles fonctionnels d'un produit fini : actionneurs, boîtiers électroniques...
- Équipement de protection individuelle : .
- Ergot : .
- Essai mécanique : .
- Essai de traction : .
- Essieu : .
- Essuie-tout : une alternative au traditionnel chiffon.
- Estampage : .
- État de surface : .
- Étrier : .
- Eurêka : (signifie « j'ai trouvé » en grec).
- Évent : .
- Extensométrie : .
- Extrusion : .

- Haut – A
- B
- C
- D
- E
- F
- G
- H
- I
- J
- K
- L
- M
- N
- O
- P
- Q
- R
- S
- T
- U
- V
- W
- X
- Y
- Z

## F
- Fatigue : .
- Flasque (n.m.) : pièce latérale plane (structurale ou de protection).
- Ferrure : .
- Fibre : peut constituer l'armature d'un matériau composite.
- Fibre de verre : peut constituer l'armature d'un matériau composite.
- Filet, Filetage : .
- Flèche : .
- Flexion : .
- Flambement : .
- Fluage : .
- Fonderie : .
- Force : .
- Force de Coriolis : .
- Forgeage : .
- Fragilité : .
- Fraise dentaire : la vitesse de rotation peut atteindre 500 000 tr/min.
- Frein : .
- Fréquence propre : .
- Frettage : .
- Frittage : .
- Frottement : .
- Fusée : .

- Haut – A
- B
- C
- D
- E
- F
- G
- H
- I
- J
- K
- L
- M
- N
- O
- P
- Q
- R
- S
- T
- U
- V
- W
- X
- Y
- Z

## G
- Galet : .
- Galvanisation : traitement de surface par immersion dans un bain de zinc fondu.
- Garage : .
- Gauchissement : .
- Graudron : bourrelet d'extrémité.
- Glissement : .
- Glissière : .
- Glissement : .
- Gorge : .
- Goujon : .
- Goulotte : .
- Goupille : .
- Gousset : petit voile triangulaire rigidifiant un angle par l'intérieur.
- Gouttière : .
- Gradient de vitesse : .
- Grain : zone d'appui laissant libre au moins une rotation.
- Graisse : voir aussi Cambouis.
- Grenaillage : .
- Griffon : .
- Grignotage : .

- Haut – A
- B
- C
- D
- E
- F
- G
- H
- I
- J
- K
- L
- M
- N
- O
- P
- Q
- R
- S
- T
- U
- V
- W
- X
- Y
- Z

## H
- Hauban : .
- Huile : voir aussi Cambouis.
- Hydrostatique : .

- Haut – A
- B
- C
- D
- E
- F
- G
- H
- I
- J
- K
- L
- M
- N
- O
- P
- Q
- R
- S
- T
- U
- V
- W
- X
- Y
- Z

## I
- Impulsion : .
- Inertie de flexion : .
- Inertie de torsion : .
- IPN : .
- Insert : .

- Haut – A
- B
- C
- D
- E
- F
- G
- H
- I
- J
- K
- L
- M
- N
- O
- P
- Q
- R
- S
- T
- U
- V
- W
- X
- Y
- Z

## J
- Jante : partie métallique d'une roue
- Jauge de déformation : .
- Jeu : .
- Joint : .
- Joint d'étanchéité : .
- Joint de transmission : dispositif de liaison entre deux arbres et permettant la transmission du couple
- Joue:.

- Haut – A
- B
- C
- D
- E
- F
- G
- H
- I
- J
- K
- L
- M
- N
- O
- P
- Q
- R
- S
- T
- U
- V
- W
- X
- Y
- Z

## K
- Haut – A
- B
- C
- D
- E
- F
- G
- H
- I
- J
- K
- L
- M
- N
- O
- P
- Q
- R
- S
- T
- U
- V
- W
- X
- Y
- Z

## L
- Lamage : .
- Lame : .
- Laminage : .
- Latte : .
- Lest : corps pesant.
- Levage : .
- Levier : .
- Lice (ou lisse) n.f. : raidisseur longitudinal (par opposition à couple ou cadre) ; poutre horizontale reliant les poteaux d'une barrière.
- Limite d'élasticité : .
- Limite à rupture : .
- Liste d'outils : .
- Loi de Hooke : .
- Loi de Newton : .
- Longeron : poutre disposée longitudinalement.
- Lubrification : .

- Haut – A
- B
- C
- D
- E
- F
- G
- H
- I
- J
- K
- L
- M
- N
- O
- P
- Q
- R
- S
- T
- U
- V
- W
- X
- Y
- Z

## M
- Machine : .
- Machine simple : .
- Manchon : .
- Maneton : .
- Manille : .
- Manivelle : .
- Maquette : corps représentatif.
- Marteau : un des symboles de la mécanique et de l'industrie.
- Masse : .
  - Masse effective : .
- Mât : .
- Matage : .
- Matrice : matériau transmettant la charge à l'armature d'un matériau composite.
- Matriçage : .
- MCI : Masse, Centrage et Inerties.
- Mécanicien : .
- Mécanique : .
- Mécanique (industrie) : .
- Mécanique (science) : .
- Mécanique newtonienne : souvent qualifiée de mécanique classique.
- Mécanisme : .
- Membrane : .
- Membrure : élément solide élancé d'une structure.
- Méplat : .
- Meule : .
- Mise en plan : Réalisation d'une représentation à plat, en 2D, d'une pièce volumique, en 3D.
- Module de Young : ou module d'élasticité (longitudinale).
- Module d'élasticité : .
- Moment : .
- Moment d'inertie : .
- Moment quadratique : .
- Mors : .
- Moteur : .
- Moufle : .
- Moulage : .
- Mousqueton : .
- Moyeu : .

- Haut – A
- B
- C
- D
- E
- F
- G
- H
- I
- J
- K
- L
- M
- N
- O
- P
- Q
- R
- S
- T
- U
- V
- W
- X
- Y
- Z

## N
- Nervure : 1) embouti rectiligne servant à raidir une tôle, 2) voile transverse donnant son profil à une aile d'avion.
- Notion de module : .

- Haut – A
- B
- C
- D
- E
- F
- G
- H
- I
- J
- K
- L
- M
- N
- O
- P
- Q
- R
- S
- T
- U
- V
- W
- X
- Y
- Z

## O
- Joint d'Oldham : .
- Oreille : .
- Outil : .

- Haut – A
- B
- C
- D
- E
- F
- G
- H
- I
- J
- K
- L
- M
- N
- O
- P
- Q
- R
- S
- T
- U
- V
- W
- X
- Y
- Z

## P
- Palan : .
- Palée : .
- Palier : .
- Palonnier : .
- Plan incliné : .
- Panneau : .
- Pantographe : .
- Pas : .
- Passivation : .
- Patin : .
- Pelage : .
- Perçage : .
- Pièce mécanique : cette page est un répertoire illustré de pièces mécaniques.
- Pied à coulisse : .
- Pion de centrage : Pièce cylindrique de précision servant à réaliser le positionnement d'une pièce par rapport à une autre.
- Pion de cisaillement : Pièce cylindrique servant à encaisser les efforts en cisaillement à la place d'autres éléments.
- Pignon : .
- Piston : .
- Plaque : .
- Plaquette : .
- Plasticité : .
- Platine : .
- Plastron : Pièce de protection.
- Platelage : Plancher d'éléments agencés (tôles, planches, caillebotis), sa construction.
- Pliage : .
- Polissage : .
- Pompe : .
- Porte-à-faux : .
- Portée : .
- Portance : .
- Portique : assemblage d'une poutre horizontale sur deux poteaux ou palées.
- Poulie : .
- Poussée d'Archimède : .
- Poutre  : élément structural élancé pouvant travailler en traction compression mais également en flexion ou torsion.
- Presse hydraulique : .
- Pression : .
- Prétension, Précontrainte : .
- Principe de Saint-Venant : .
- Profilé : .

- Haut – A
- B
- C
- D
- E
- F
- G
- H
- I
- J
- K
- L
- M
- N
- O
- P
- Q
- R
- S
- T
- U
- V
- W
- X
- Y
- Z

## Q
- Quantité de mouvement : .

- Haut – A
- B
- C
- D
- E
- F
- G
- H
- I
- J
- K
- L
- M
- N
- O
- P
- Q
- R
- S
- T
- U
- V
- W
- X
- Y
- Z

## R
- Raideur : .
- Raidisseur : Pièce de tôlerie servant à rigidifier un assemblage de tôle .
- Rail : .
- Réaction : .
- Rechargement : .
- Rectification : .
- Redent : .
- Réducteur mécanique : .
- Relaxation de contrainte : .
- Renvoi : .
- Résilience : .
- Résistance à la rupture : .
- Résistance des matériaux : .
- Résonance : phénomène à ne pas négliger.
- Ressort : .
- Retrait plastique : .
- Rhéologie : .
- Rhéomètre : .
- Ridelle : .
- Ridoir : .
- Rigide : indéformable, ou modélisé comme tel.
- Rivet, Rivetage : .
- Rondelle : .
- Rondelle ressort ou Rondelle Belleville : .
- Rondelle ressort ou Rotative : .
- Rotule : .
- Rupture : .

- Haut – A
- B
- C
- D
- E
- F
- G
- H
- I
- J
- K
- L
- M
- N
- O
- P
- Q
- R
- S
- T
- U
- V
- W
- X
- Y
- Z

## S
- Sablage : .
- Sabot : .
- Sangle : .
- Sauterelle de bridage : mécanisme de bridage rapide (voir Mise en position et maintien d'une pièce).
- Segment : .
- Semelle : .
- Serre-câble : .
- Serre-joint : .
- Shoopage : métallisation par projection de métal en fusion.
- Silent bloc : .
- Similitude : .
- Soie : .
- Soudure : .
- Soufflet : .
- Soupape : .
- Souplesse : inverse de la raideur.
- Statique : .
- Stérigme : .
- Striction : .
- Structure : .
- Support : élément mécanique assurant le maintien d'un élément d'équipement sur une structure.
- Suspension : .

- Haut – A
- B
- C
- D
- E
- F
- G
- H
- I
- J
- K
- L
- M
- N
- O
- P
- Q
- R
- S
- T
- U
- V
- W
- X
- Y
- Z

## T
- Tambour : .
- Taquet : élément de mécanisme (souvent une pièce basculante) assurant un verrouillage.
- Taraudage : .
- Taux de cisaillement : .
- Taux de rotation : .
- Ténacité : .
- Tendeur : .
- Tenseur d'inertie : .
- Tige : .
- Timon : .
- Tirant : .
- Tire fort : .
- Tolérances : .
- Toron : .
- Torseur cinématique : .
- Torseur statique : .
- Torsion : .
- Tourillon : .
- Tournevis : .
- Traction : .
- Train épicycloïdal : .
- Trainée : .
- Traitement de surface : .
- Traitement thermique : .
- Traverse : poutre disposée transversalement.
- Treillis : .
- Treuil : .
- Triangulation : démarche consistant à rigidifier un angle par l'adjonction d'une jambe de force formant un triangle. Un assemblage mécanique de poutres formant plusieurs triangles ou tétraèdres est appelé treillis.
- Tribologie : .
- Trou oblong : .
- Trusquinage : .
- Tube : .
- Turbocompresseur : .

- Haut – A
- B
- C
- D
- E
- F
- G
- H
- I
- J
- K
- L
- M
- N
- O
- P
- Q
- R
- S
- T
- U
- V
- W
- X
- Y
- Z

## U
- Usinage : .
- Usure : .

- Haut – A
- B
- C
- D
- E
- F
- G
- H
- I
- J
- K
- L
- M
- N
- O
- P
- Q
- R
- S
- T
- U
- V
- W
- X
- Y
- Z

## V
- Vanne : .
- Vérin : .
- Verrouillage : .
- Vessie : .
- Vibration : .
- Vilebrequin : .
- Virole : pièce de révolution réalisée en tôle.
- Vis : .
- Vis de fixation : .
- Viscance : terme visqueux c (unité kg/s) de l'équation de la dynamique d'un système oscillant : M⋅a + c⋅V + k⋅x = ∑Fext.
- Viscoanalyseur : appareil de DMA ou de DM(T)A.
- Viscosimètre : .
- Viscosité : .
- Vitesse : .
- Vitesse angulaire : .
- Voie : .
- Voile (n.m.) : toute partie plane et de relativement faible épaisseur d'une structure, qu'elle travaille en coque ou en membrane.
- Voilement : instabilité (flambement local) du voile d'un panneau.
- Volant d'inertie : .

- Haut – A
- B
- C
- D
- E
- F
- G
- H
- I
- J
- K
- L
- M
- N
- O
- P
- Q
- R
- S
- T
- U
- V
- W
- X
- Y
- Z

## W
- Haut – A
- B
- C
- D
- E
- F
- G
- H
- I
- J
- K
- L
- M
- N
- O
- P
- Q
- R
- S
- T
- U
- V
- W
- X
- Y
- Z

## X
- Haut – A
- B
- C
- D
- E
- F
- G
- H
- I
- J
- K
- L
- M
- N
- O
- P
- Q
- R
- S
- T
- U
- V
- W
- X
- Y
- Z

## Y
- Haut – A
- B
- C
- D
- E
- F
- G
- H
- I
- J
- K
- L
- M
- N
- O
- P
- Q
- R
- S
- T
- U
- V
- W
- X
- Y
- Z